# San Buena Ventura
El San Buena Ventura fue un barco de 120 toneladas construido en Japón bajo la dirección del navegante y aventurero inglés William Adams para que pudiera viajar a otros países.
El 30 de septiembre de 1609, el galeón de Manila San Francisco, con una tripulación de 373 hombres, naufragó cerca de Chiba, Japón (aproximadamente donde hoy en día se encuentra la ciudad de Onjuku), y los 317 sobrevivientes recibieron una cálida bienvenida por parte de los japoneses. Uno de los pasajeros era el gobernador de las Filipinas, Rodrigo de Vivero y Velasco. Este había tenido oportunidad de conocer al shōgun Tokugawa Hidetada y, al año siguiente, a su padre, Tokugawa Ieyasu; en estas reuniones, el fraile franciscano Luis Sotelo, quien había vivido en Japón ya hacía algunos años, ofició como intérprete.
Ieyasu expresó su deseo de extender su comercio con Nueva España y con la misma España. Rodrigo de Vivero respondió que él podía organizar rápidamente tal comercio en una escala que superaría a la de los holandeses, los principales rivales de España en Asia en esa época. Vivero también se ofreció a enviar a Japón 50 expertos en minería de plata desde México. A cambio solicitó protección para los sacerdotes españoles en Japón, auxilio para los navíos que se hundieran en costas japonesas y la expulsión de los mercaderes holandeses en Japón; el último punto fue rechazado por Ieyasu.
Para que los españoles pudiesen regresar a México, Ieyasu les prestó el barco de William Adams, al cual los españoles llamaron San Buena Ventura. Además, el shōgun les prestó el equivalente a 4000 ducados para gastos durante el viaje.
Rodrigo de Vivero logró volver a México en 1610. Junto con él, viajaban 22 japoneses liderados por Tanaka Shosuke, quien se convirtió en el primer japonés en alcanzar el continente americano del que se tenga registro. Luis de Velasco, el virrey de Nueva España, recibió a los japoneses y expresó su inmensa satisfacción ante el trato que se había prodigado a los marinos españoles en Japón. Sin embargo, Velasco confiscó el San Buena Ventura por temor a que los japoneses se volvieran expertos en la navegación transoeceánica.
El virrey de Nueva España decidió enviar a Japón una embajada, representada por el famoso explorador Sebastián Vizcaíno.
Vizcaíno también tuvo como misión regresar los 4000 ducados y «buscar oro y plata» en las islas, supuestamente en las que estuvieran al este de Japón. Zarpando el 22 de marzo de 1611, y tras otro naufragio, finalmente regresó en 1613 a bordo del galeón japonés San Juan Bautista con la primera embajada oficial japonesa para las Américas y Europa. La misma estaba dirigida por Hasekura Tsunenaga.